# توماس ميلز وود
توماس ميلز وود (بالإنجليزية: Thomas Mills Wood)‏ هو ممثل أمريكي، ولد في 19 أبريل 1963 في الولايات المتحدة.

## أعمال

### أفلام
- (1995) أبولو 13[2][3][4]

## وصلات خارجية
- توماس ميلز وود على موقع IMDb (الإنجليزية)
- توماس ميلز وود على موقع قاعدة بيانات الفيلم (الإنجليزية)